# Маккрири, Дэвид
Дэ́вид Маккри́ри (англ. David McCreery; родился 16 сентября 1957 года в Белфасте, Северная Ирландия) — североирландский футболист. В основном играл на позиции полузащитника, но в целом был игроком-универсалом, сыграв за свою карьеру на всех позициях, кроме вратаря. Провёл 67 матчей за национальную сборную Северной Ирландии, в том числе на чемпионатах мира 1982 и 1986 годов. Попал в «символическую сборную» чемпионата мира по футболу 1982 года.

## Футбольная карьера
Маккрири начал карьеру в английском клубе «Манчестер Юнайтед». В 1977 году выиграл Кубок Англии, выйдя на замену Гордону Хиллу в финальном матче против «Ливерпуля». Всего он провёл за клуб 109 матчей и забил 8 голов. В 1979 году был продан в «Куинз Парк Рейнджерс» за £200 000. В 1981 году он перешёл в клуб Североамериканской футбольной лиги «Талса Рафнекс», в котором провёл 2 летних сезона 1981 и 1982 года (в то же время за клуб играл партнёр Маккрири по сборной Северной Ирландии и экс-игрок «Манчестер Юнайтед» Крис Макграт).
В 1982 году Маккрири перешёл в «Ньюкасл Юнайтед». В сезоне 1983/84 он помог «Ньюкаслу» завоевать путёвку в Первый дивизион. В 1989 году он покинул «Ньюкасл», после чего играл за «Харт оф Мидлотиан», «Хартлпул Юнайтед», «Колрейн» и «Карлайл Юнайтед». В «Карлайле» он был играющим тренером с 1992 по 1994 годы. В сезоне 1993/94 вывел «Карлайл» в плей-офф Третьего дивизиона, однако уступил в нём клубу «Уиком Уондерерс». В 1994 году вернулся в «Хартлпул» в качестве играющего тренера, но спустя один сезон ушёл из клуба, завершив карьеру игрока. Впоследствии работал тренером и скаутом в клубах MLS, сотрудничая с такими личностями как Брюс Арена, Дейв Саракан и Ринус Михелс.
В настоящее время Маккрири является консультантом аргентинского клуба «Бока Хуниорс».

## Достижения
Манчестер Юнайтед
- Обладатель Кубка Англии: 1977
- Обладатель Суперкубка Англии (разделённого): 1977